# سیارک ۱۵۰۰۰
سیارک ۱۵۰۰۰ (به انگلیسی: 15000 CCD، نامگذاری:1997WZ16) پانزده هزارمین سیارک کشف شده‌است که در ۲۳ نوامبر ۱۹۹۷ کشف شد.
قدر مطلق سیارک برابر ۱۴٫۲۰ است.